# 变应性结膜炎
变应性结膜炎（allergic conjunctivitis，AC）亦称过敏性结膜炎、变态反应性结膜炎，是由于结膜对变应原产生超敏反应所引起的炎症，有速發型和迟發型两种。虽然症状可能非常明显，但通常不会致盲。

## 流行病学
在发达国家，估计过敏性结膜炎的患病率至少在20%以上；和其它过敏性疾病一样，患病率呈上升趋势。以年轻人有为多见，平均起病年龄是20岁，随着年龄增长症状逐步减轻；大约半数的患者并发其它过敏性疾病（如支气管哮喘等），或者具有过敏性疾病家族史。

## 发病机制
过敏性结膜炎属于经典的Ⅰ型变态反应，并且存在两个时相，这与发生在机体其他部位的Ⅰ型变态反应（如过敏性鼻炎、支气管哮喘）相似。
- 速发相反应（immediate response）：位于结膜下的肥大细胞，其细胞膜表面结合着IgE抗体，一旦有致敏原进入，将引起IgE抗体交联，导致肥大细胞脱颗粒，释放多种炎症介质、趋化因子。其中，组织胺是本期的主要炎症介质，经由H1和H2受体引起瘙痒、血管扩张和血管壁通透性增加。
- 迟发相反应（late response）：在速发相反应中释放的多种趋化因子引起嗜酸性粒细胞、中性粒细胞、单核细胞、淋巴细胞等其它炎症细胞的浸润，形成迟发相反应[7][8]。

## 临床表现
一般表现为两眼同时受累，但程度可以不同。
- 症状：眼部瘙痒或烧灼感、流泪、水性分泌物、畏光[9]。虽然极少致盲，但可显著影响患者生活品质。
- 体征：结膜水肿、结膜充血，眼睑水肿也很常见。

变应性结膜炎常合并食物过敏、变应性鼻炎、变应性哮喘、特应性皮炎等其他特应性（atopic/atopy）共病，严重影响患者的生活质量。

## 分型
- 急性过敏性结膜炎：接触致敏原后急速发作的结膜过敏反应，症状通常较重。脱离致敏原后，通常在24小时内缓解。
- 季节性过敏性结膜炎（seasonal allergic conjunctivitis，SAC）：慢性病程，亚急性发作，程度一般不及急性过敏性结膜炎。致敏原通常为花粉，因此发作常有季节性。常伴发过敏性鼻炎，故又名过敏性鼻-结膜炎。
- 常年性过敏性结膜炎（perennial allergic conjunctivitis，PAC）：慢性病程，常年发作，程度一般不及急性过敏性结膜炎。致敏原通常是室内的物质，如尘螨等。

## 辅助检查
一般依据临床表现即可诊断过敏性结膜炎；仅少数患者需要借助辅助检查确定诊断。
- 结膜刮片：可以发现嗜酸性粒细胞增多。由于嗜酸性粒细胞通常定植于结膜深部，所以，刮片时需要用力。
- IgE测定：眼泪和血清的IgE水平常常升高[11][12]。
- 肥大细胞活动度：通过测定与肥大细胞活化有关的生化指标，间接反映肥大细胞的活化程度。由于变态反应具有时相性，因此，这类指标可因所处时相的不同而有明显变化。

## 诊断
主要根据临床表现诊断。

①具有眼痒、眼红、流泪、畏光、结膜充血和／或水肿，睑结膜乳头与滤泡、球结膜颜色改变、眼睑水肿、黑眼圈等I临床表现。

②有变应性疾病的临床病史，包括有明确的过敏原接触史，或过敏原虽不明确，但在某一特定的环境、特定的季节、特定的气候等发病。哮喘、鼻炎和湿疹是根据病史以及急性发作期临床相关科室会诊而诊断。患儿的过敏史、过敏原检查结果以及父母过敏史记录于固定表格中。

## 鉴别诊断
主要需与感染性结膜炎、眼睑炎、干眼症鉴别。患者可能同时存在多种眼部疾病，需予注意。
- 过敏性结膜炎常常伴随眼痒，而眼部感染甚少出现眼痒。
- 过敏性结膜炎主要累及结膜，而干眼症主要累及角膜。需要重视的是，轻到中度干眼症未必有干眼的症状，加上干眼症会加重过敏性结膜炎，而治疗过敏性结膜炎的主要药物又能加重干眼，因此，疗效不明显的过敏性结膜炎患者应行眼科专科检查，以便判断有无合并干眼症。

## 危害
过敏性结膜炎若不及时治疗，容易反复发作，给人们的生活带来各种麻烦。　　
1、过敏性结膜炎发作时，患者会感觉眼部奇痒无比，造成患者注意力无法集中，严重影响人们的工作和生活。儿童则会因此影响学业。　　
2、视力影响。一般的过敏性结膜炎对视力不会造成什么影响，大多数短期内可以痊愈，但是某些春季角结膜炎和特应性结膜炎可发生角膜并发症甚至危害视力，严重者可能会导致失明。　　
3、影响人们的生活品質。由于过敏性结膜炎所带来的瘙痒、疼痛、水肿等症状。会影响到患者的心理和生活。造成患者及其家人生活品質的降低。　　
4、可以引发其他过敏性疾病。过敏性结膜炎患者由于是过敏体质，有可能因为过敏性结膜炎而引发过敏性鼻炎、过敏性哮喘等其他过敏性疾病，更加重了患者的负担。　
5、严格地说，过敏反应引发的不仅是过敏性结膜炎，还会影响到眼睛的其它部位，从而有更多的眼病表现，有的后果还较严重。
一般的过敏性结膜炎对视力没有 影响，除了少数小孩因病变累及角膜(黑眼珠)可能影响视力外，一般过敏性结膜炎对视力不会有很大危害。大多数短期可以痊愈。只是春季结膜炎要多次反复发作 后，随着年龄的增长将历时几年，才会逐渐停止。

## 治疗

### 一般治疗
- 避免接触致敏原，特别是重症或难治的患者。
  - 对于季节性过敏性结膜炎患者，在发作季节时应减少户外活动，减少门窗开放，加装空气净化装置等。
  - 对于常年性过敏性结膜炎患者，应换掉旧枕头，清洗枕头套，勤洗床上用品、衣物、地毯，更换旧家具，积极除尘。如果致敏原来自宠物，则不宜饲养该类宠物。
  - 尽量减少佩戴角膜接触镜，因为致敏原可能附着于镜片上。
- 避免揉眼睛：机械刺激可以诱发肥大细胞脱颗粒，从而加重瘙痒等症状。此外，还可能引起感染。
- 人工泪液：有助于清除致敏原。

### 药物治疗
治疗药物包括：抗组胺药、肥大细胞稳定剂、血管收缩剂、双效作用药物、非甾体抗炎药、糖皮质激素和免疫抑制剂。不过，通常无单一种药物能完全遏制眼部过敏性疾病的发展。
一般而言，局部用药（即滴眼剂）在疗效上优于全身用药，而且全身副作用更小。
- 急性过敏性结膜炎：最主要的治疗方法是避免接触致敏原。
  - 作为对症治疗，可选用抗组织胺药和血管收缩药复方制剂滴眼。急性过敏性结膜炎持续时间短，一旦症状消失，应及时停药，以避免长期应用血管收缩药引起停药后结膜反跳性充血、水肿。
  - 如果患者发作频繁（每月发作超过2天），应使用兼有抗组织胺作用的肥大细胞稳定药，如奥洛他定、酮替酚。
- 季节性或常年性过敏性结膜炎：推荐使用兼有抗组织胺作用的肥大细胞稳定药治疗，如奥洛他定[18]。季节性过敏性结膜炎患者可在发作季节到来前2～4周开始用药。色甘酸钠等不具备抗组胺作用的肥大细胞稳定药起效较慢[19]，更应提前开始用药，必要时还应加用抗组织胺药。
  - 非甾体抗炎药抑制花生四烯酸转化为前列腺素、血栓烷，从而抑制炎症反应。近来开始探索眼用非甾体抗炎药的效用，目前暂未发现非甾体抗炎药滴眼剂比传统药物更好，因此，不推荐常规应用[20][21]。
- 并发干眼症：干眼症可导致眼泪分泌减少，不利于致敏原的清除；治疗过敏性结膜炎的主要药物（抗组织胺药）具有抗胆碱活性，可加重干眼。因此，如果患者并发干眼症，应积极进行人工泪液治疗，必要时还可放置泪点塞（punctal plug）。由于结膜囊容积有限，使用人工泪液时应与其它滴眼剂错开至少10分钟，以免冲洗掉其它滴眼剂。
- 并发过敏性鼻炎：表面激素喷鼻剂和口服抗组织胺药对改善过敏性鼻炎和过敏性结膜炎均有帮助，尤其是表面激素喷鼻剂[22]。
- 重症或难治性患者：
  - 认真评估有无并发干眼症、其它过敏性疾病等，如果发现，不管病情轻重，一并治疗。
  - 糖皮质激素滴眼剂：对抑制过敏反应有明显效果，但因其严重的、可致盲的眼部副作用（如诱发白内障、青光眼、感染性角膜炎）而只能作为二线治疗方案，并且需在专科医师指导下短期（＜6周）使用。氟美龙（fluorometholone）、氯替泼诺（loteprednol）、利美索龙（rimexolone）等“眼用糖皮质激素”的安全性略微优于“传统糖皮质激素”，如地塞米松。在应用糖皮质激素滴眼剂的同时，应积极应用上述治疗，以便糖皮质激素能及时撤药。
  - 免疫疗法：如果糖皮质激素效果欠佳，应请专科医师评估是否需行皮肤试验，以便协助明确致敏原，并评估脱敏疗法的可行性。

注意事项
```
   过敏性结膜炎的治疗过程中使用抗过敏滴眼药，这种药在症状出现前预先使用，可以防止症状出现。但在使用滴眼液时，需要注意以下3点：　　
```

　　①症状恶化前使用；
　　②症状暂时消退时不要自作主张停药；
　　③听从医生的指示使用。
　　因为抗过敏滴眼药直接作用于病变部位，所以认为其全身性副作用很小。另外，症状严重时使用肾上腺皮质激素（类固醇类）滴眼药，这种药作用强也很有效，但由于存在副作用，所以一定要在医生指导下使用。

## 预防方法及护理
预防由家居灰尘引起的过敏性结膜炎的方法主要有：
1、减少居室灰尘（壁虱和霉菌等）　　
居室灰尘作为尘埃，易在空气中飞舞，所以首先必须要减少灰尘。壁虱栖息在各个地方，地毯、草垫子、当然木制地板上也有。据说地毯灰尘中每一克含有3000只，草垫子也差不多同样多。利用吸尘器可以除去，其指标可达到每平方米100只以下。
2、注意通风　
壁虱的生活条件如前面所述，温度25℃，湿度75℃左右。现代居室正好满足这些条件，形成了壁虱的最好环境。所以，请尽量开窗放气通风，并经常使用换气扇使室内干燥。最近空调已相当普及，其过滤器上也有灰尘蓄积，壁虱繁殖，而且在加湿器的水里也易产生壁虱。
3、在扫除方法上下工夫　
壁虱和霉菌总是和灰尘在一起，所以不让灰尘蓄积是关键。能使尘土飞扬的扫帚并不好。应该用吸尘器每天花时间干干净净地清扫。作为壁虱食物的食物残渣和皮屑，庞物的毛等必须要清除，而且，家具上也要注意用拧好的抹布好好擦拭。还有空调的过滤器，也应经常用水清洗干净。
4、睡眠用具的整理要认真
被褥、床单是壁虱绝好的住所，请认真晾晒，晒干后好好敲打，尽量除去灰尘。
日常防护
如果一时不能确定过敏原，首先，要改善生活环境，特别是空气质量或居室内温度，使过敏原的影响减轻。其次，要注意营养和锻炼，生活作息规律，增强体 质。因为身体健康状态的改善，能使身体对抗过敏发作的潜能提高，并减少、减缓过敏发作。再次，可采用眼睛局部冷敷或冰敷方式，以减轻不适症状，可用人工泪液局部滴眼，也可用冲洗来大幅降低过敏原及致炎因子浓度，改善症状。

## 外部連結
- 醫學主題詞表（MeSH）：Allergic Conjunctivitis